# Lithocarpus balansae
Lithocarpus balansae là một loài thực vật có hoa trong họ Fagaceae. Loài này được (Drake) A.Camus mô tả khoa học đầu tiên năm 1931.